# Rolf Hagedorn

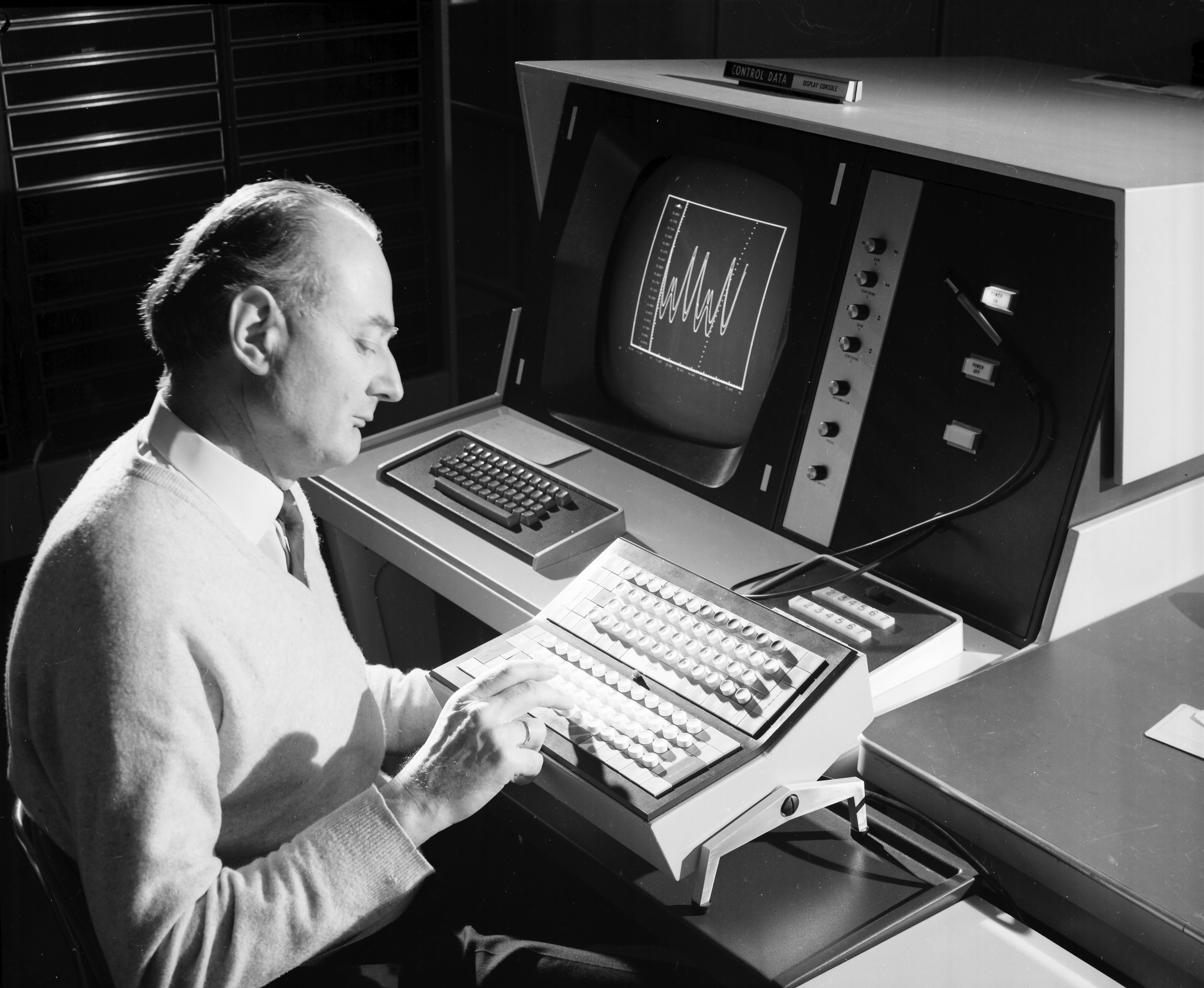
Rolf Hagedorn, CERN, 1968.

Rolf Hagedorn (* 20. Juli 1919 in Barmen; † 9. März 2003 in Genf) war ein deutscher theoretischer Physiker.

## Frühes Leben
Hagedorn, der 1937 sein Abitur in Wuppertal-Barmen absolvierte, wurde während des Zweiten Weltkriegs in die Luftwaffe eingezogen und später dem Afrika-Korps unter Rommel als Offizier zugeteilt. Nach Kriegsbeginn diente er in Nordafrika, wurde jedoch 1943 gefangen genommen und in die Vereinigten Staaten verbracht, wo er den Rest des Krieges in einem Offiziersgefangenenlager verbrachte. Während seiner Gefangenschaft in Tennessee gründete er zusammen mit anderen Gefangenen eine „Universität“, in der sie sich gegenseitig unterrichteten; er selbst unterrichtete zeitweise Physik an einer High School. Hier lernte er auch von einem Assistenten David Hilberts Mathematik. 1946 wurde er aus der Gefangenschaft entlassen.

## Akademischer Werdegang und Forschung
Anschließend studierte er Physik an der Universität Göttingen. Dort schrieb er 1950 seine Diplomarbeit über die Lamb-Shift und promovierte 1952 bei Richard Becker über ein Thema der Festkörperphysik (statistisches Modell von Barium-Titanat). Hagedorn war schon sehr früh ab 1954 Theoretiker am CERN (mit einem Empfehlungsschreiben von Werner Heisenberg, der einer seiner Lehrer in Göttingen war), in der Beschleuniger-Theoriegruppe in Genf für das geplante Synchrotron Proton Synchrotron, das mit dem 1952 in den USA entwickelten Prinzip der starken Fokussierung arbeiten sollte. Er blieb dort die restliche Zeit seiner Karriere und war bei seiner Emeritierung 1984 Senior Physicist. Auch danach arbeitete er weiter am CERN, vor allem über Schwerionenstöße bei hohen Energien und das dabei entstehende Quark-Gluon-Plasma.

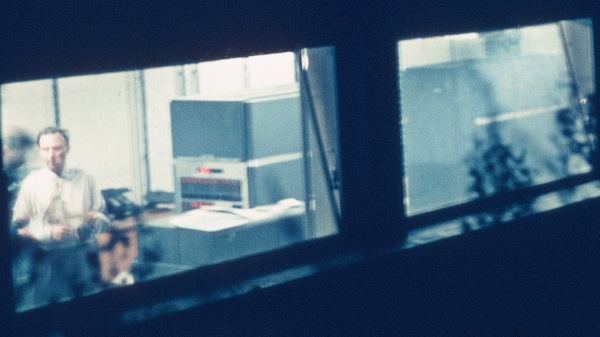
Hagedorn, Herbst 1957 an der IBM 650 des Instituts für Praktische Mathematik von Alwin Walther (TH Darmstadt)

Am CERN befasste er sich zunächst in den 1950er Jahren mit Teilchenbeschleunigerphysik und später mit der statistischen Theorie der Mesonenproduktion in Hadronstößen (wobei er schon Ende der 1950er Jahre für seine Berechnungen Computer der TH Darmstadt und am CERN einsetzte). Unter anderem arbeitete er eng mit Christoph Schmelzer zusammen. In diesem Zusammenhang führte er in den 1960er Jahren die Hagedorn-Temperatur ein, die der Deconfinement-Temperatur entspricht (eine Art „Schmelzpunkt“ für Hadronen) und auch in anderem Zusammenhang (allgemein bei exponentiell mit der Energie steigender Zustandsdichte, die Hagedorn-Temperatur ist dann die Temperatur, bei der die Zustandssumme divergiert) wichtig ist, z. B. in der Stringtheorie. In derselben Arbeit 1965 entwickelte er das statistische Bootstrap-Modell (unabhängig auch von Steven Frautschi entwickelt). Hagedorn war am CERN auch für seine Vorlesungen und verschiedene Yellow Reports (Übersichtsartikel) bekannt. Er entwickelte auch eine interaktive Software für Computeralgebra (Sigma) am CERN.
Eine Festschrift wurde 2016 von Professor Johann Rafelski als Hommage an Hagedorn verfasst. Das Buch enthält Beiträge von zeitgenössischen Freunden und Kollegen Hagedorns, darunter Torleif Ericson, Hans Gutbrod, Maurice Jacob, István Montvay, Berndt Müller, Helmut Satz, Luigi Sertorio, Ludwik Turko und Gabriele Veneziano.

## Hagedorn-Temperatur und das statistische Bootstrap-Modell (SBM)
Angesichts der experimentellen Ergebnisse entwickelte Hagedorn ein neues theoretisches Rahmenwerk, das als statistisches Bootstrap-Modell (SBM) bekannt ist. Das SBM-Modell der starken Wechselwirkungen basiert auf der Beobachtung, dass Hadronen aus Hadronen in einer unendlichen Kette bestehen. Dies führt zu dem Konzept einer Folge von immer schwereren Teilchen, wobei jedes ein möglicher Bestandteil eines noch schwereren Teilchens ist, während es gleichzeitig selbst aus leichteren Teilchen zusammengesetzt ist. In diesem SBM-Rahmen würde es bei der Hagedorn-Temperatur zu einer immer weiter zunehmenden Teilchenproduktion kommen. Hagedorn gab diese umfassende Zusammenfassung des historischen Weges über 50 Jahre der Forschung in der Teilchenphysik in seiner letzten zweistündigen öffentlichen Vorlesung in Divonne 1994, die aufgezeichnet und später online verfügbar gemacht wurde. Hagedorn interpretierte diese Grenztemperatur, die zu dieser Zeit auch in der transversalen Massenverteilung der Sekundärteilchen sichtbar war, im Sinne der Steigung eines exponentiellen Spektrums aller stark wechselwirkenden Teilchen, die im SBM erscheinen; der Wert liegt in der Größenordnung von ~150–160 MeV. Spätere Arbeiten ermöglichten die Interpretation der Hagedorn-Temperatur als die Temperatur, bei der Hadronen in eine neue Phase der Materie, das Quark-Gluon-Plasma, schmelzen.

## Schriften
- Relativistic kinematics – a guide to kinematic problems in high energy physics. Benjamin, Reading/Massachusetts 1963, 1973
- Introduction to field theory and dispersion relations. Macmillan 1964
- Selected topics in Scattering theory. Genf 1962
- mit Masud Chaichian: Selected topics in quantum mechanics: from angular momentum to supersymmetry. Bristol, Philadelphia, Institute of Physics (IOP) 1998

## Verweise
1. ↑  eine andere Theoriegruppe des CERN war zuerst in Kopenhagen und erst, ab 1957 in Genf
2. ↑  Arbeiten in Nuovo Cimento 1958, 1960
3. ↑  Nuovo Cimento Supplementum, Bd. 3, 1965, S. 147–186
4. ↑  Johann Rafelski (Hrsg.): Melting Hadrons, Boiling Quarks. From Hagedorn Temperature to Ultra-Relativistic Heavy-Ion Collisions at CERN. Springer, 2016, doi:10.1007/978-3-319-17545-4.
5. ↑  Johann Rafelski: Melting Hadrons, Boiling Quarks. In: Eur. Phys. J. A. Band 51, 2015, S. 114, doi:10.1140/epja/i2015-15114-0, arxiv:1508.03260.

| Personendaten    | Personendaten      |
| ---------------- | ------------------ |
| NAME             | Hagedorn, Rolf     |
| KURZBESCHREIBUNG | deutscher Physiker |
| GEBURTSDATUM     | 20. Juli 1919      |
| GEBURTSORT       | Barmen             |
| STERBEDATUM      | 9. März 2003       |
| STERBEORT        | Genf               |